# Marijke Goïnga
Marijke Goïnga (Enschede, 29 januari 1955) is een voormalig Nederlands hockeyster, die achttien jaar in Dames 1 van DKS (De Kromme Stok) speelde.

## Jeugd
Goïnga komt uit een sportief gezin. Haar moeder verkreeg het erelidmaatschap van DKS voor het gedurende 26 jaar leiden van het jeugdsecretariaat en haar vader was lange tijd de bestuursverantwoordelijke voor de clubaccommodatie. Goïnga hockeyde al vroeg in de buurt op straat met onder anderen de gebroeders Buschenhenke van DKS en werd zelf op twaalfjarige leeftijd ook lid van deze club.

## DKS Dames 1
In 1970 debuteerde ze op vijftienjarige leeftijd in het eerste vrouwenteam van DKS en bleef gedurende 18 jaar een vaste kracht in het team. Begonnen als midvoor ging ze naarmate haar carrière vorderde meer linies naar achteren en eindigde als ausputzer. In de laatste jaren van haar DKS Dames 1-tijd behaalde ze het kampioenschap in de Overgangsklasse en daarmee ook promotie naar de Hoofdklasse. Aan het eind van het daaropvolgende seizoen in de Hoofdklasse nam ze op 12 mei 1988 in de thuiswedstrijd tegen Amsterdam afscheid als eerste elftalspeelster en werd ze door de club gehuldigd. In de daaropvolgende twee jaar bleef ze als manager nog verbonden aan het team.
Na de opheffing van DKS in 1993 ging Goïnga nog enkele jaren in het tweede team van EHV hockeyen, waarna ze definitief stopte.